# Вулиця Субхі (Сімферополь)
Вулиця Субхі (крим. Subhi soqaq, до 1945 року — Проточна) — вулиця в Сімферополі, у Центральному районі, місцевість Казанська слобідка.

## Опис
Пролягає від Спортивної площі до перехрестя з вулицею Футболістів (Татарською).
Прилучаються вулиці Севастопольська, Караїмська, Тамбовська та Тарвацкого.
Оригінальна назва —Проточна. У 1945 році названа на честь Мустафи Субхі, турецького революціонера, засновника Комуністичної партії Туреччини. До цього так називалася сучасна вулиця Крилова.
На вулиці, біля Центрального ринку, багато років існує стихійний ринок.